# Leichenschau
Die Leichenschau (in österreichisch: Leichenbeschau, Totenbeschau, Agnoszierung [für eine äußere Beschauung]; in der Schweiz gebräuchliche Bezeichnung bei außergewöhnlichen Todesfällen: Legalinspektion) ist die Untersuchung der Leiche eines Menschen zur Feststellung des Todes und zur Bestimmung der Ursachen und näheren Umstände eines Todes. Sie wird von einem Arzt vorgenommen.

## Begriffe
Die Leichenschau gehört sowohl in den Bereich der Rechtswissenschaft als auch der Medizin. Sie ist ein Teilgebiet der Rechtsmedizin.
In Deutschland ist die reguläre Leichenschau durch (Bestattungs-)Gesetze der Bundesländer geordnet und wird nicht bundeseinheitlich gehandhabt. In der Schweiz ist sie durch die Kantone geregelt.
Daneben existieren Leitlinien der Deutschen Gesellschaft für Rechtsmedizin (DGRM) Nr. 054/002, die die Durchführung der ärztlichen Leichenschau lege artis beschreiben.

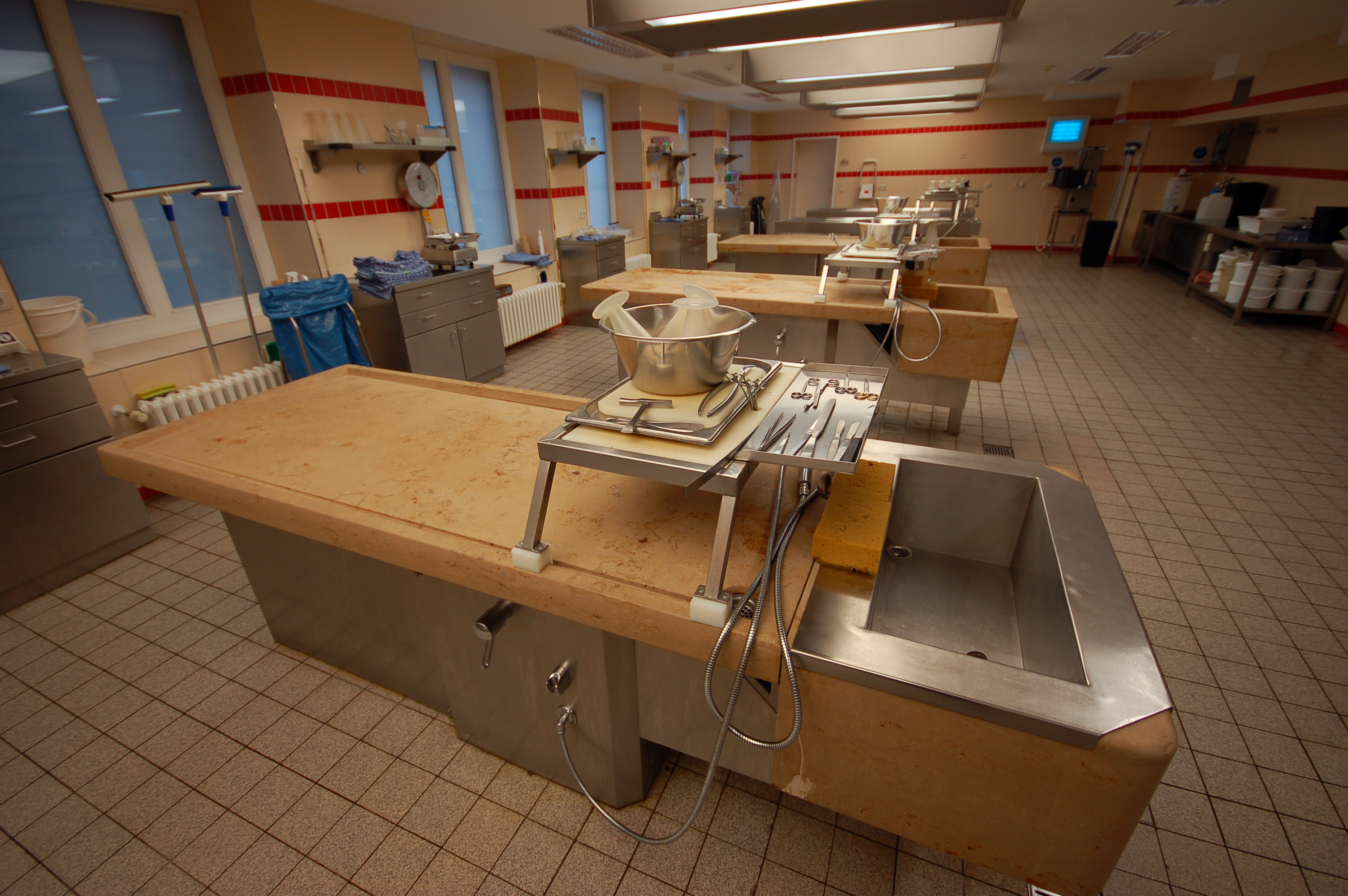
Obduktionssaal der Charité Berlin

Eine innere Leichenschau wird als Leichenöffnung, Obduktion, Autopsie, Nekropsie oder Sektion bezeichnet.
Eine zweite Leichenschau (Kremationsleichenschau, amtsärztliche Leichenschau) hat vor einer Feuerbestattung (Kremation, Kremierung, Einäscherung, Leichenverbrennung) zu erfolgen. Sie wird im Krematorium durch einen Arzt des Gesundheitsamtes, eine beauftragte Einrichtung der Rechtsmedizin oder ein zertifiziertes pathologisches Institut vorgenommen und ist die Voraussetzung für die Freigabe zur Feuerbestattung.
Im Rahmen der verschiedenen Strafprozessrechtsordnungen besteht jeweils eine staatlich einheitliche Grundlage. Es ist zwischen Leichenschau in Deutschland, der Leichenbeschau in Österreich und der Legalinspektion in der Schweiz sowie der Leichenöffnung in Deutschland und der Obduktion in Österreich und der Schweiz zu unterscheiden.
Selbständige amtliche Verfahren zur Feststellung der Todesursache, wie sie im angloamerikanischen Bereich durch einen Coroner durchgeführt werden, gibt es im deutschsprachigen Raum nicht. Auf ähnliche Weise werden nur Eisenbahn-, See- und Flugunfälle untersucht.

## Aufgaben
Die äußerliche Betrachtung der Leiche sollte am Auffindeort (der nicht zwingend ein Todesort sein muss) vorgenommen werden. Hierbei ist auf ausreichende Beleuchtung zu achten und der Leichnam muss entkleidet werden. Sie ist in der Regel unverzüglich nach Benachrichtigung durchzuführen. Eine Wiederholung kann, nach den meisten Landesgesetzen, unterbleiben. Ausnahme bildet zurzeit Hamburg, beim Tod außerhalb eines Krankenhauses oder einer Einrichtung. Sofern sich ein Anhaltspunkt für einen nicht natürlichen Tod bietet, ist die Leichenschau abzubrechen und die Polizei zu alarmieren.
Die Todesfeststellung erfolgt in der Praxis durch den Nachweis mindestens eines sicheren Todeszeichens. Dazu gehören Totenflecke, Totenstarre, Fäulnis oder „mit dem Leben nicht vereinbare Verletzungen“, wie eine Abtrennung des Kopfes. Sie kann auch durch vergebliche ca. 30-minütige Reanimation mit ca. 30-minütigem Nulllinien-EKG trotz ausreichender Reanimationsmaßnahmen und durch Ausschluss der reversiblen Ursachen eines Herz-Kreislauf-Stillstandes (z.B Alkohol oder Unterkühlung) erfolgen. Dieses muss vom Hirntod unterschieden werden, der durch (zum Teil) erhaltene Organfunktionen, aber eine dauerhaft erloschene Funktion des Gehirns gekennzeichnet ist.
Die meisten Leichenschauordnungen der Bundesländer sehen darüber hinaus vor, dass alle Körperregionen mit einbezogen werden müssen.
Nach Durchführung dieser Leichenschau wird eine Todesbescheinigung ausgestellt. Diese besteht aus einem nichtvertraulichen Teil, der dem Standesamt zugeleitet wird, und Angaben zur Person, deren Identifikation, Hinweise zum IfSG u. a. enthält, und einem vertraulichen Teil, in dem die Todesursache und die zum Tode führende Kausalkette enthalten sein soll.
Die Angaben zur Todesursache orientiert sich an dem Muster der WHO „International Form of Medical Certification of Cause of Death“:
- Angaben zur unmittelbaren Todesursache (Ziff. Ia)
- Angabe der Erkrankungen die unmittelbar zu der in Ia genannten Todesursache führten (Ziff. Ib)
- Angabe des kausalen Grundleidens (Ziff. Ic)
- Mitursächliche Erkrankungen (Ziff. Il)

Zu differenzieren ist zwischen der Todesursache, die sich aus einem medizinischen-naturwissenschaftlichen Zusammenhang mit dem Todeseintritt bezieht, und der Todesart, die Umstände u. a. unter kriminalistischen Gesichtspunkten beschreibt (natürlich, nicht natürlich oder ungeklärt). In einigen Bundesländern kann die Todesart ungeklärt auf dem Totenschein vermerkt werden. Dies liegt vor, wenn es keine ärztliche Diagnose gibt, die einen natürlichen Tod medizinisch erklären kann, aber gleichzeitig keine Anzeichen für einen nicht natürlichen Tod vorliegen.
Spricht nichts gegen die Annahme, dass der Auffindeort der Sterbeort ist, kann durch Temperaturmessung der Umgebung und der Körperkerntemperatur die Todeszeit relativ genau bestimmt werden.
Sobald ab dem Auffinden einer Leiche der Verdacht nicht natürlichen Todes entsteht, sind die Polizei- und Gemeindebehörden zur sofortigen Anzeige bei der Staatsanwaltschaft oder dem Amtsgericht zu verständigen. Bei ungeklärter Ursache soll trotzdem eine sorgfältige Untersuchung des Leichnams durchgeführt werden. Der sicheren Bestimmung der genauen Todesursache oder des zugrunde liegenden Kausalverlaufes dient die innere Leichenschau. Die Klärung der Todesursache wird durch Vorkenntnisse des Gesundheitszustandes des Verstorbenen und der Umstände seines Todes stark erleichtert, kann zweifelsfrei jedoch nur durch innere Leichenschau erfolgen. Selbst danach können Todesfälle aber noch ungeklärt bleiben. Dies kann darin begründet sein, dass keine konkrete Todesursache rekonstruierbar ist (etwa bei unvollständig erhaltenen oder weitgehend zersetzten Leichen) oder beim plötzlichen Kindstod, der eine Ausschlussdiagnose ist.
Eine zweite Leichenschau (auch Krematoriumsleichenschau genannt) ist in fast allen Bundesländern (außer Bayern) für Fälle einer Einäscherung oder Seebestattung vorgesehen, da hier potentielle Beweismittel irreversibel vernichtet werden. Diese muss durch einen zweiten Arzt vorgenommen werden, der seine Untersuchungsergebnisse mit denen der ersten Leichenschau abklärt. Hat dieser Zweifel am Befund und hält er die Anamnese für nicht ausreichend für die sichere Attestierung eines natürlichen Todes, kann er eine Feuerbestattungssektion fordern. Wird diese von den Angehörigen abgelehnt, darf der Leichnam nur erdbestattet werden. Bei Anhaltspunkten für einen nicht natürlichen Tod sind wie bei der ersten Leichenschau die Strafverfolgungsorgane unverzüglich zu benachrichtigen. Dann entscheidet die Staatsanwaltschaft über die möglicherweise gebotene Beschlagnahme und weitere Untersuchungen etwa durch ihre Leichenschau oder eine Leichenöffnung, bevor sie die zur Bestattung dann nötige schriftliche Genehmigung (Freigabe oder Bestattungsschein) erteilt. Diese Leichenöffnung muss sich auf die Öffnung von Kopf-, Brust- und Bauchhöhle erstrecken und kann – auf Anordnung des Richters – auch an Leichen nach ihrer Beerdigung vorgenommen werden.

## Vergütung
Eine Leichenschau wurde in Deutschland bis 31. Dezember 2019 mit 14,57 bis 51 Euro vergütet (aktuelle GOÄ). Am 12. April 2019 hatte das Bundesgesundheitsministerium einen Referentenentwurf zur differenzierteren Ausgestaltung der Gebühren für die Todesfeststellung vorgelegt. Der erforderliche Zeitaufwand für eine sorgfältige Durchführung der Leichenschau soll vergütet werden. Seit dem 1. Januar 2020 wird eine Leichenschau für eine nach jeweiligem Landesrecht vorläufige Totenbescheinigung mit 110,51 Euro, die eingehende Leichenschau ab 40 Minuten Zeitaufwand mit 165,77 Euro, bei einem für den Arzt Unbekannten oder besonderen Todesumständen bei 10 oder mehr Minuten Mehraufwand mit 193,40 EUR vergütet unter Abrechnungsfähigkeit von weiteren Zuschlägen und Entschädigung. Eine vollständige innere Leichenschau wird hingegen ab 99,97 Euro vergütet. Bei Inanspruchnahme eines Facharztes als Sachverständiger durch die Justiz wird die Leichenschau mit 70 Euro und die einfache Obduktion mit 460 Euro honoriert.

## Kritik
Ärzte und Strafverfolger kritisieren häufig, dass die Leichenschau in Deutschland nicht bundeseinheitlich geregelt ist. Es bestehen Mängel in der ärztlichen Ausbildung. Auch erhöht die Schließung von rechtsmedizinischen Instituten die Gefahr, dass mehr Todesfälle fehlerhaft als natürlich anerkannt werden. Valide epidemiologische Untersuchungen zur Dunkelziffer des nicht natürlichen Todes fehlen jedoch.
In Bremen wurde zum 1. August 2017 eine sogenannte „qualifizierte Leichenschau“ eingeführt, das heißt, dass jeder Leichnam vor der Beerdigungsfreigabe von speziell qualifiziertem medizinischen Personal untersucht werden muss. In den ersten zwei Jahren nach Einführung, also bis August 2019, wurde dadurch allerdings kein einziges übersehenes Tötungsdelikt aufgedeckt.
Im Jahr 2008 strebte eine Arbeitsgruppe der Justizministerkonferenz eine Trennung von Todesfeststellung und der Bestimmung der Todesursache an. Das entsprechende Gesetz scheiterte an der Zustimmung der Bundesländer.
Laut einer Studie von Rechtsmedizinern der Universität Rostock, die im Zeitraum August 2012 bis Mai 2015 lief, ist eine rundum korrekte Todesbescheinigung die große Ausnahme. Von 10.000 geprüften Todesbescheinigungen seien lediglich 223 absolut fehlerfrei gewesen. Darunter waren 3.116 schwerwiegende und 35.736 leichte Fehler. Insgesamt wiesen 27 Prozent aller Dokumente mindestens einen schwerwiegenden Fehler auf.

## Geschichte
Die gerichtliche (also durch den Richter ausgeübte) Leichenschau wird aus dem 13. Jahrhundert überliefert. 1299 erließ der römisch-katholische Papst Bonifatius VIII. die Bulle De sepulturis über die Praxis der inneren Leichenschau. Der Sachsenspiegel verbot das Begraben der Leiche ohne Besichtigung durch den Richter. In Bayern wurde 1760 die Leichenschau eingeführt. Im Jahr 1792 wurde sie mit einer strengen Strafdrohung neu verfasst. In Österreich wurde sie am 30. März 1770 durch von der Medizinischen Fakultät geprüfte Totenbeschauer eingeführt. Zeitweilig verkam das Leichenschauwesen durch die Wirren von Kriegen: So wurde die Leichenschau von „beliebigen“ Personen durchgeführt. Seit der Mitte des 20. Jahrhunderts darf die Leichenschau nur noch durch Ärzte vorgenommen werden.
Die Regelung der Leichenschau zu medizinisch-wissenschaftlichen Zwecken ist in der Bundesrepublik Deutschland Gegenstand der Landesgesetzgebung. Die Strafprozessordnung (StPO) regelt bundesgesetzlich die Obduktionen zu Zwecken der Strafverfolgung bei einem Verdacht auf Straftaten gegen das Leben (§§ 87 ff., § 159 StPO). Um den ersten Kontaktpersonen, das sind in der Regel die Bestattungshelfer, einen Schutz vor übertragbaren Erkrankungen zu ermöglichen, weist der Leichenschauende auf übertragbare Erkrankungen – auch im Verdachtsfall – hin. Die zuständige örtliche Behörde, das Gesundheitsamt, veranlasst dann eine Seuchensektion (§ 25 Abs. 4 Infektionsschutzgesetz).